# National Observer
Il National Observer è stato un periodico statunitense, pubblicato con cadenza settimanale dalla Dow Jones & Company dal 1962 fino al 1977. Hunter S. Thompson ha scritto diversi articoli per questo giornale come corrispondente per l'America Latina agli inizi della sua carriera. 
Il giornale è stato l'ispirazione di Barney Kilgore, poi il presidente della Dow Jones. (Kilgore è accreditato come il "genio" che ha trasformato il Wall Street Journal da un quotidiano finanziario provinciale con una tiratura di 32.000, per lo più a Wall Street, nel gigante nazionale che è diventato.) 
È stata un'idea di Kilgore secondo cui la nazione aveva bisogno di un settimanale nazionale che sintetizzasse tutti gli eventi della settimana e le tendenze attuali in un attraente e conveniente pacchetto. In effetti, il National Observer avrebbe offerto quel tipo di giornalismo di qualità non finanziarie che il Wall Street Journal una volta evidenziava in prima pagina con i suoi leader (gli articoli che occupano le colonne di sinistra e di destra).